# Biratori
Biratori (jap. 平取町, -chō, Ainu: pira utur) ist eine Stadt in der Unterpräfektur Hidaka auf der Insel Hokkaidō in Japan. Sie gehört zum Landkreis Saru.

## Geographie
Der Fluss Saru, der dem Landkreis seinen Namen gibt, fließt von Norden nach Süden zur Küste hin durch das Gemeindegebiet. Er wurde am Nibutani-Damm in Nibutani (二風谷) aufgestaut. Das Gemeindegebiet folgt der geographischen Gestalt des Saru-Tales. früher verlief auch eine Last-Eisenbahn durch das Tal. Heute ist die Verbindung zur Außenwelt die Nationalstraße 237.
Gegen die Errichtung des Staudamms gab es heftigen Widerstand, weil das Land angestammtes, heiliges Land der Ainu ist. In Nibutani befinden sich auch das städtische Ainu-Kultur-Museum Nibutani (Nibutani Ainu bunka hakubutsukan 二風谷アイヌ文化博物館, engl. Nibutani Ainu Cultural Museum) und ein "Ainu Cultural Center". Die Cultural Landscape along the Saru River resulting from Ainu Tradition and Modern Settlement (engl. für Ainu no dentō to kindai kaitaku ni yoru Sarugawa ryūiki no bunkateki keikan) in Biratori wurde in die Liste der Kulturlandschaften Japans (文化的景観, bunkateki keikan) aufgenommen.
Die Gemeindeverwaltung liegt am Saru, etwa 4 km südlich des Nibutani-Damms. Direkt am Damm gibt es eine Außenstelle des MLIT-Entwicklungsamts Hokkaidō zur Überwachung des Damms (二風谷ダム管理所, Nibutani damu kanrisho).

### Umliegende Gemeinden
| Mukawa Iburi | Shimukappu Kamikawa                         | Hidaka Hidaka-ku Tokachi |
| Mukawa Iburi | Kompassrose, die auf Nachbargemeinden zeigt | Niikappu                 |
| Hidaka       | Hidaka Monbetsu-ku                          | Hidaka                   |

## Wirtschaft
Biratori ist eine ländlich-agrarische Gemeinde, wo eine Vielzahl von Früchten und Gemüse angebaut wird. Tomaten nehmen einen Großteil der Produktion ein. Darüber hinaus gibt es ein Holzindustrie.

## Bildung
Der Ort verfügt über fünf kommunale Grundschulen (shōgakkō, engl. elementary schools), darunter die Grundschule Nibutani direkt am Ufer des Stausees, und zwei Mittelschulen (chūgakkō, engl. meist junior high schools). Ebenfalls in der Stadt befinden sich zwei präfekturbetriebene Schulen: die Förderschule Biratori (北海道平取養護学校, Hokkaido Biratori yōgo gakkō) und die Oberschule Biratori (北海道平取高等学校, Hokkaidō Biratori kōtōgakkō, engl. Hokkaido Biratori High School).

## Sehenswürdigkeiten
- Biratori Onsen Yukara
- Family Land
- Das Suzuran-Feld in Memu, wo Maiglöckchen von Mai bis Juni blühen. Das Feld umfasst 15 ha und ist damit das größte in Japan. Es wurde der Öffentlichkeit 1963 zugänglich gemacht, musste aber 1975 aufgrund von Schäden für zehn Jahre geschlossen werden.
- in den 1970er und 1980er Jahren gab es einen UFO park (Observationsplattform)

## Persönlichkeiten
- Ryo Fukui (1948–2016), Jazz-Pianist
- Kayano Shigeru (1926–2006), im 20. Jahrhundert der bedeutendste Anwalt der Ainu, ihrer Sprache und Kultur.